# 八木書店
株式会社八木書店（やぎしょてん）は、日本の文芸・学術出版社であり、古書店、新刊書取次でもある。住所番地からわかるように、神田古書店街の中心に在り、古書店業界の顔というべき会社である。従業員は約50名。

## 概要
1934年、八木敏夫が一誠堂書店から独立し、日本古書通信社を神田三崎町にて創業。同年9月、六甲書房設立。
終戦後、上野松坂屋古書部をテナントとして経営し、銀座、名古屋、静岡の各松坂屋古書部を経営。1953年、上野松坂屋古書部が閉鎖となり、株式会社八木書店と改称。
1961年、神保町に古書部を設立開業。1984年、八木壮一が社長就任。2012年、株式会社八木書店を分割し、株式会社八木書店ホールディングスを設立・社名変更。分社化にて株式会社八木書店・株式会社八木書店古書出版部を設立し、株式会社日本古書通信社も持株会社となる。
日本古典文学・近代文学関連の出版事業を幅広く行っている。その評価は高く、数多くの受賞歴や表彰歴がある。また、2006年に倒産した続群書類従完成会から、2007年に出版事業を引き継いだ。2014年10月1日より『群書類従』（30冊）、『続群書類従』（86冊）、『続々群書類従』（17冊）の全文をデータベース化し、ジャパンナレッジ上で公開している。
2006年、『徳田秋聲全集』の刊行により第54回菊池寛賞を受賞した。

## 日本古書通信社
創業者の弟・八木福次郎（1915年 - 2012年）は、長年にわたり月刊誌『日本古書通信』を主宰した。現在の『日本古書通信』編集長は樽見博で、小田光雄、岡崎武志、出久根達郎ほか連載が著名。同社でも、文芸史（延原謙の伝記）関連や、古書業界（「古本屋名簿」、青木正美や山下武などの著作）、書誌関連の出版活動を行っている。

## 所在地
- 古書部門　〒101-0051 東京都千代田区神田神保町1－1
- 出版部門本社　〒101-0052　東京都千代田区神田小川町3－8

本社ビル5階に「日本古書通信社」編集部がある。